# Superscience
 (juillet 2015).
Si vous disposez d'ouvrages ou d'articles de référence ou si vous connaissez des sites web de qualité traitant du thème abordé ici, merci de compléter l'article en donnant les références utiles à sa vérifiabilité et en les liant à la section « Notes et références ».
Superscience (Naked Science) est une série documentaire scientifique américaine centrée sur les domaines de la cosmologie, de l'astronomie et de l'astrophysique. diffusée à partir de 2004 sur National Geographic Channel et sur France 5.

## Concept
Cette série documentaire s'intéresse à divers sujets liés à la science.

## Émissions
| Saisons | Nombre d'épisodes | Date de diffusion (aux États-Unis) | Date de diffusion (aux États-Unis) | Date de diffusion (En France) | Date de diffusion (En France) | Date de sortie des DVD (zone 1) |
| Saisons | Nombre d'épisodes | Premier épisode                    | Dernier épisode                    | Premier épisode               | Dernier épisode               | Date de sortie des DVD (zone 1) |
| ------- | ----------------- | ---------------------------------- | ---------------------------------- | ----------------------------- | ----------------------------- | ------------------------------- |
| 01      | 10                | 15 septembre 2004                  | 22 décembre 2004                   | NC                            | NC                            | 2007                            |
| 02      | 12                | NC                                 | NC                                 | NC                            | NC                            | 2009                            |
| 03      | 17                | NC                                 | NC                                 | NC                            | NC                            | NC                              |
| 04      | 18                | NC                                 | NC                                 | NC                            | NC                            | NC                              |
| 05      | NC                | NC                                 | NC                                 | NC                            | NC                            | NC                              |
| 06      | NC                | NC                                 | NC                                 | NC                            | NC                            | NC                              |
| 07      | NC                | NC                                 | NC                                 | NC                            | NC                            | NC                              |
| 08      | NC                | NC                                 | NC                                 | NC                            | NC                            | NC                              |

## Épisodes
source des épisodes en français basé sur le blog de étrange.
titre non classée
- Les entrailles de la terre
- Attraction fatale
- La fonte des glaces

### Saison 01 (2004)
1. Les astéroïdes tueurs (Killer Asteroid)
2. Voyage au cœur de la terre (Super Volcano)
3. La Terre en colère (Angry Earth)
4. Le mystère de Stonehenge (Who Built Stonehenge?)
5. Titre français inconnu (10 Deadliest Sharks)
6. Le mystère du triangle des bermudes (Bermuda Triangle)
7. Le mystère de l’atlantide (Atlantis)
8. Rencontre avec les extraterrestres (Alien Contact)
9. Sur les pas des premiers hommes (What is Human?)
10. Les tornades et les tempêtes (Angry Skies)

### Saison 02 (2005)
1. Les entrailles de la Terre (Earth's Core)
2. L’instinct de survie (Surviving Nature's Fury)
3. Quand les requins attaquent  (Shark Attacks)
4. Transmissions de pensées (Telepathy)
5. Titre français inconnu (Volcano Alert)
6. Les hommes de l’espace (Spacemen)
7. La balistique (Bullets)
8. La colère des océans (Tsunami Warning)
9. La naissance de la terre (Birth of the Earth)
10. Glissements de terrain (Landslides)
11. Le monstre du loch Ness (Loch Ness)
12. Rencontre extraterrestre (II)   (Close Encounters)

### Saison 03 (2006)
1. La Lune et ses mystères (Moon Mysteries)
2. Attraction fatale (What's Sexy)
3. La mort du soleil (Death of the Sun)
4. Avis de grand froid (Big Freeze)
5. La technologie des romains (Roman Tech)
6. La foudre (Lightning)
7. Le secret des abysses (The Deep)
8. Titre français inconnu (Explosive Force)
9. La grande pyramide (Pyramids)
10. La dérive des continents (Colliding Continents)
11. La naissance de l’univers (Birth of the Universe)
12. Titre français inconnu (Freeze Me)
13. Titre français inconnu (Forensics Under Fire)
14. Titre français inconnu (Ancient Asteroid)
15. L’extinction de l’homme (Extinction)
16. Planetes hostiles (Deadliest Planets)
17. La théorie de Darwin (Was Darwin Wrong?)

### Saison 04 (2007)
1. La fonte des glaces (Glacier Meltdown)
2. Titre français inconnu (Destructive Forces)
3. Une apocalypse préhistorique (Stone Age Apocalypse)
4. Les cometes (Comets)
5. Titre français inconnu (Prehistoric Americans)
6. Sondes spatiales (Deep Space Probes Probes)
7. Glaciers en péril (Polar Apocalypse)
8. Titre français inconnu (Dino Meteor)
9. Les météores de l'Apocalypse (Planet Storm)
10. Lacs tueurs (Killer Lakes)
11. Titre français inconnu (Ring of Fire)
12. Titre français inconnu (Comet Mysteries)
13. Titre français inconnu (Alien Safari)
14. Titre français inconnu (Hyper Hurricanes)
15. Périls en eaux profondes (Dangers of the Deep)
16. La force du soleil (Solar Force)
17. La naissance du système solaire (Birth of the Solar System)
18. Panne sur Hubble (Hubble Trouble)

### Saison 05 (2008)
1. Grand Canyon (Grand Canyon)
2. Titre français inconnu (The Rockies)
3. La naissance de l'Amérique du Nord (Birth of America)
4. Titre français inconnu (Birth of Life)
5. Mystère sur Pluton (Pluto Rediscovered)
6. De l'eau sur Mars (Mars: Waterworld)
7. Titre français inconnu (Saturn's Secrets)
8. Alerte aux météorites (Asteroid Alert)
9. Titre français inconnu (First to Cross the Ocean)
10. La machine à remonter le temps (Time Machine)
11. Le bouclier invisible de la terre (Earth's Invisible Shield)
12. Big Bang (Big Bang)
13. Titre français inconnu (Hubble's Amazing Universe)
14. Titre français inconnu (Supercontinent)
15. Titre français inconnu (Giant Crystal Cave)
16. Titre français inconnu (Death of the Universe)
17. Titre français inconnu (What Killed the Aztecs?)
18. Tempêtes solaires (Numéro d'épisode et Titre original inconnus)}
19. Anatomie de l'ouragan (Numéro d'épisode et Titre original inconnus)}

### Émissions similaires
- Les Mystères de l'Univers
- Voyage dans l’espace-temps